# Músculo romboide menor
O músculo romboide menor (do grego rbombos, em forma de paralelogramo) origina-se na parte inferior do ligamento nucal, e nos processos espinhosos entre a sétima cervical e a primeira torácica.
Está inserido na base da espinha da escápula até o ângulo inferior. Geralmente está separado do músculo romboide maior por um pequeno intervalo, mas as margens adjacentes dos dois músculos estão ocasionalmente unidas.

## Embriogênese
Origina-se do mesênquima da camada somática do mesoderma lateral do embrião.

## Imagens Adicionais

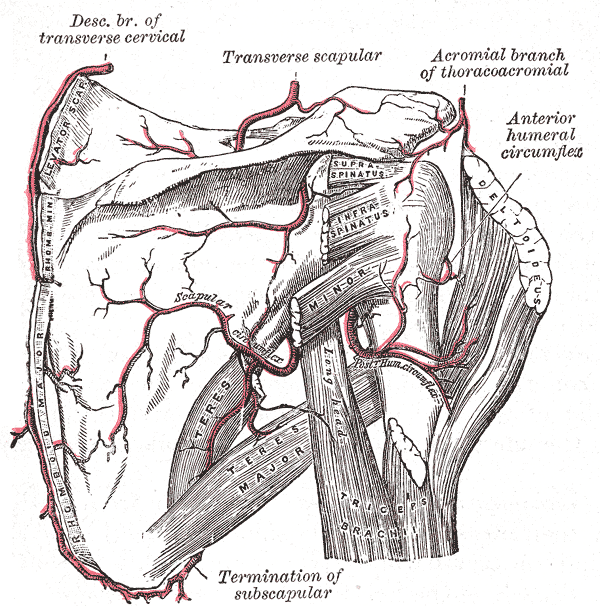
A artéria escapular e as circunflexas.
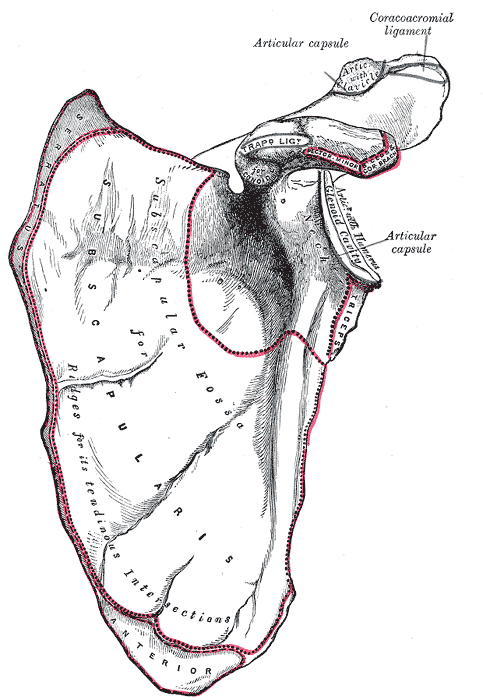
Escápula esquerda. Face dorsal.